# Билзен
Билзен (нидерл. Bilzen) — город и коммуна в провинции Лимбург. По состоянию на 1 января 2006 года население составляет 30057 человек. Площадь составляет 75,90 км² при плотности населения 396 чел. / км ². Коммуна образовалась в 1977 году в результате объединения деревень.

## История
Билзен был частью графства Лоон.

## Достопримечательности
- Замок Алден Бизен расположен в деревне Рейкховен.
- Аббатство Мюнстербилзен.

## Уроженцы Билзена
- Ким Клейстерс
- Элке Клейстерс
- Камиль Гюисманс